# Sebeș
Sebeș é uma cidade e município da Roménia com 27.019 habitantes (Censos 2011), localizada no judeţ (distrito) de Alba.
É um dos sete burgos saxões da Transilvânia.

## Património
- Fortaleza da cidade (1387) - só restam 6 torres e fragmentos das paredes de 1,5 metros de grossura;
- Igreja evangélica fortificada - construída para substituir uma basílica romanesca destruída pela invasão Mongol no século XIII.